# Felix Endrich
Felix Endrich, född 5 december 1921, död 31 januari 1953, var en schweizisk bobåkare.
Endrich blev olympisk guldmedaljör i tvåmansbob vid vinterspelen 1948 i Sankt Moritz.